# Enkeleid Dobi
Enkeleid Dobi (Durazzo, 23 maggio 1975) è un allenatore di calcio ed ex calciatore albanese, di ruolo attaccante.

## Carriera

### Nazionale
Ha collezionato 6 presenze ed un gol con la nazionale albanese.

## Statistiche

### Presenze e reti nei club
Statistiche aggiornate al 15 maggio 2003.
| Stagione              | Squadra               | Campionato            | Campionato | Campionato | Coppe nazionali | Coppe nazionali | Coppe nazionali | Coppe continentali | Coppe continentali | Coppe continentali | Altre coppe | Altre coppe | Altre coppe | Totale | Totale |
| Stagione              | Squadra               | Comp                  | Pres       | Reti       | Comp            | Pres            | Reti            | Comp               | Pres               | Reti               | Comp        | Pres        | Reti        | Pres   | Reti   |
| --------------------- | --------------------- | --------------------- | ---------- | ---------- | --------------- | --------------- | --------------- | ------------------ | ------------------ | ------------------ | ----------- | ----------- | ----------- | ------ | ------ |
| 1994-1995             | Teuta                 | KP                    | 22         | 4          | CA              | 0               | 0               | CU                 | 0                  | 0                  | -           | -           | -           | 22     | 4      |
| 1995-1996             | Teuta                 | KP                    | 0          | 0          | CA              | 0               | 0               | CdC                | 3                  | 0                  | -           | -           | -           | 3      | 0      |
| 1996-gen. 1997        | Teuta                 | KP                    | 15         | 3          | CA              | 0               | 0               | CU                 | 2                  | 1                  | -           | -           | -           | 17     | 4      |
| Totale Teuta          | Totale Teuta          | Totale Teuta          | 37         | 7          |                 | 0               | 0               |                    | 5                  | 1                  |             | -           | -           | 42     | 8      |
| gen.-giu. 1997        | Varteks Varaždin      | 1. HNL                | 2          | 0          | CC              | 0               | 0               | -                  | -                  | -                  | -           | -           | -           | 2      | 0      |
| 1997-1998             | Varteks Varaždin      | 1. HNL                | 0          | 0          | CC              | 0               | 0               | -                  | -                  | -                  | -           | -           | -           | 0      | 0      |
| 1998-1999             | Beltinci              | 1. SNL                | 9          | 2          | CS              | 0               | 0               | -                  | -                  | -                  | -           | -           | -           | 9      | 2      |
| 1999-2000             | Varteks Varaždin      | 1. HNL                | 7          | 1          | CC              | 0               | 0               | -                  | -                  | -                  | -           | -           | -           | 7      | 1      |
| Totale Varaždin       | Totale Varaždin       | Totale Varaždin       | 9          | 1          |                 | 0               | 0               |                    | -                  | -                  |             | -           | -           | 9      | 1      |
| 2000-2001             | Zagłębie Lubin        | 1L                    | 21         | 3          | CP              | 5               | 1               | -                  | -                  | -                  | -           | -           | -           | 26     | 4      |
| 2001-2002             | Zagłębie Lubin        | 1L                    | 22         | 3          | CP              | 0               | 0               | Int                | 3                  | 0                  | -           | -           | -           | 25     | 3      |
| 2002-gen. 2003        | Zagłębie Lubin        | 1L                    | 8          | 0          | CP              | 1               | 0               | Int                | 2                  | 0                  | -           | -           | -           | 11     | 0      |
| Totale Zagłębie Lubin | Totale Zagłębie Lubin | Totale Zagłębie Lubin | 51         | 6          |                 | 6               | 1               |                    | 5                  | 0                  |             | -           | -           | 62     | 7      |
| gen.-giu. 2003        | Górnik Zabrze         | 1L                    | 8          | 0          | CP              | 0               | 0               | -                  | -                  | -                  | -           | -           | -           | 8      | 0      |
| 2003-2004             | Viry-Châtillon        | CFA                   | 28         | 18         | -               | -               | -               | -                  | -                  | -                  | -           | -           | -           | 28     | 18     |
| 2004-2005             | Viry-Châtillon        | CFA                   | 30         | 11         | CF              | 1               | 0               | -                  | -                  | -                  | -           | -           | -           | 31     | 11     |
| 2005-2006             | Sainte-Geneviève      | CFA                   | 20         | 1          | -               | -               | -               | -                  | -                  | -                  | -           | -           | -           | 20     | 1      |
| 2006-2007             | Viry-Châtillon        | CFA2                  | 0          | 0          | -               | -               | -               | -                  | -                  | -                  | -           | -           | -           | 0      | 0      |
| 2007-2008             | Viry-Châtillon        | CFA2                  | 0          | 0          | CF              | 1               | 2               | -                  | -                  | -                  | -           | -           | -           | 1      | 2      |
| 2008-2009             | Viry-Châtillon        | CFA                   | 5          | 0          | -               | -               | -               | -                  | -                  | -                  | -           | -           | -           | 5      | 0      |
| Totale Viry-Châtillon | Totale Viry-Châtillon | Totale Viry-Châtillon | 63         | 29         |                 | 2               | 2               |                    | -                  | -                  |             | -           | -           | 65     | 31     |
| 2009-2010             | Fleury 91             | CFA3                  | 0          | 0          | -               | -               | -               | -                  | -                  | -                  | -           | -           | -           | 0      | 0      |
| 2010-gen. 2011        | Miedź Legnica         | 2L                    | 8          | 2          | CP              | 0               | 0               | -                  | -                  | -                  | -           | -           | -           | 8      | 2      |
| gen.-giu. 2011        | Stal Chocianów        | 3L                    | 11         | 4          | CP              | 0               | 0               | -                  | -                  | -                  | -           | -           | -           | 11     | 4      |
| 2011-2012             | Stal Chocianów        | 3L                    | 14         | 5          | CP              | 0               | 0               | -                  | -                  | -                  | -           | -           | -           | 14     | 5      |
| Totale Stal Chocianów | Totale Stal Chocianów | Totale Stal Chocianów | 25         | 9          |                 | -               | -               |                    | -                  | -                  |             | -           | -           | 25     | 9      |
| Totale carriera       | Totale carriera       | Totale carriera       | 230        | 57         |                 | 8               | 3               |                    | 10                 | 1                  |             | -           | -           | 248    | 61     |

### Cronologia presenze e reti in nazionale
| Cronologia completa delle presenze e delle reti in nazionale ― Albania | Cronologia completa delle presenze e delle reti in nazionale ― Albania | Cronologia completa delle presenze e delle reti in nazionale ― Albania | Cronologia completa delle presenze e delle reti in nazionale ― Albania | Cronologia completa delle presenze e delle reti in nazionale ― Albania | Cronologia completa delle presenze e delle reti in nazionale ― Albania | Cronologia completa delle presenze e delle reti in nazionale ― Albania | Cronologia completa delle presenze e delle reti in nazionale ― Albania |
| Data                                                                   | Città                                                                  | In casa                                                                | Risultato                                                              | Ospiti                                                                 | Competizione                                                           | Reti                                                                   | Note                                                                   |
| ---------------------------------------------------------------------- | ---------------------------------------------------------------------- | ---------------------------------------------------------------------- | ---------------------------------------------------------------------- | ---------------------------------------------------------------------- | ---------------------------------------------------------------------- | ---------------------------------------------------------------------- | ---------------------------------------------------------------------- |
| 30-11-1995                                                             | Tirana                                                                 | Albania                                                                | 2 – 0                                                                  | Bosnia ed Erzegovina                                                   | Amichevole                                                             | 1                                                                      | 46’                                                                    |
| 8-2-2000                                                               | Ta' Qali                                                               | Albania                                                                | 1 – 0                                                                  | Azerbaigian                                                            | Rothmans Tournament                                                    | -                                                                      | 90’                                                                    |
| 25-4-2001                                                              | Gaziantep                                                              | Turchia                                                                | 0 – 2                                                                  | Albania                                                                | Amichevole                                                             | -                                                                      | 46’                                                                    |
| 27-3-2002                                                              | Tirana                                                                 | Albania                                                                | 1 – 0                                                                  | Azerbaigian                                                            | Amichevole                                                             | -                                                                      | 63’                                                                    |
| 17-4-2002                                                              | Andorra La Vella                                                       | Andorra                                                                | 2 – 0                                                                  | Albania                                                                | Amichevole                                                             | -                                                                      | 60’                                                                    |
| 12-2-2003                                                              | Bastia Umbra                                                           | Albania                                                                | 5 – 0                                                                  | Vietnam                                                                | Amichevole                                                             | -                                                                      | 72’                                                                    |
| Totale                                                                 |                                                                        | Presenze                                                               | 6                                                                      |                                                                        | Reti                                                                   | 1                                                                      |                                                                        |

## Palmarès

### Giocatore

#### Competizioni nazionali
- Campionato albanese: 1

Teuta: 1993-1994
- Coppa d'Albania: 1

Teuta: 1994-1995